# Tim Swan & Elliot Sumner
Tim Swam & Eliott Sumner es un dúo estadounidense que compuso las bandas sonoras de varios videojuegos y películas.

## Películas
- Fatal Fight 4 (1997)
- Space Jam 2:The Returns (1997)
- Grow (2000)
- Nate The Animals (2001)
- Awake (2002)
- Superman Must Die (2002)
- Funky Cops (2002)
- Lethal Heroes (2004)
- GONGSTAR (2005)
- Heat (2005)
- Pusher Crime (2006)

## Videojuegos
- Destruction Derby (1995)
- Bassment Overseer (1996)
- Freakout Amped (1997)
- Icon (1998)

- Datos: Q25410979